# Lithospermum oblongifolium
Lithospermum oblongifolium är en strävbladig växtart som beskrevs av Jesse More Greenman. Lithospermum oblongifolium ingår i släktet stenfrön, och familjen strävbladiga växter. Inga underarter finns listade i Catalogue of Life.